# كايل (ممثل)
كايل (بالإنجليزية: KYLE) هو مغني وكاتب أغاني وممثل أمريكي، ولد في 18 مايو 1993 في رسيدا ‏ في الولايات المتحدة.

## وصلات خارجية
- الموقع الرسمي
- كايل على موقع IMDb (الإنجليزية)
- كايل على موقع روتن توميتوز (الإنجليزية)
- كايل على موقع ميوزك برينز (الإنجليزية)
- كايل على موقع أول ميوزيك (الإنجليزية)
- كايل على موقع ديسكوغز (الإنجليزية)
- كايل على موقع ديسكوغز (الإنجليزية)
- كايل على موقع قاعدة بيانات الفيلم (الإنجليزية)